# مجزرة الحولة
كانت مجزرة الحولة هجومًا وقع في 25 أيار/مايو 2012، في خضم الحرب الأهلية السورية، في بلدة تلدو، في منطقة الحولة في سوريا، وهي سلسلة من البلدات الواقعة شمال غرب حمص. وفقا للأمم المتحدة، قتل 108 أشخاص، من بينهم 34 امرأة و49 طفلا. بينما يبدو أن نسبة صغيرة من الوفيات نتجت عن قذائف المدفعية والدبابات التي استخدمت ضد تلدو، أعلنت الأمم المتحدة في وقت لاحق أن معظم ضحايا المذبحة «أُعدموا بإجراءات موجزة في حادثين منفصلين». أفاد محققو الأمم المتحدة أن بعض الشهود والناجين ذكروا أن المذبحة ارتكبت من قبل الشبيحة الموالية للحكومة. في أغسطس 2012، أصدر محققو الأمم المتحدة تقريراً ذكر أنه كان من المحتمل أن تكون القوات السورية وميليشيا الشبيحة مسؤولين عن المجزرة، وخلصوا إلى أنه: «على أساس الأدلة المتاحة، لدى اللجنة أساس معقول للاعتقاد بأن مرتكبي عمليات القتل المتعمد للمدنيين، في كل من مواقع عائلة عبد الرزاق والسيد، كانوا مصطفين مع الحكومة. ويستند هذا الاستنتاج إلى فهمه للوصول إلى مواقع الجريمة، ولاءات الضحايا، والتخطيط الأمني في المنطقة بما في ذلك موقع نقطة تفتيش سلطة المياه الحكومية والشهادات المتسقة للضحايا والشهود. ويعزز هذا الاستنتاج عدم وجود معلومات موثوق بها تدعم الاحتمالات الأخرى.»
زعمت الحكومة السورية أن جماعات القاعدة الإرهابية هي المسؤولة عن عمليات القتل، وأنه تم تحذير سكان الحولة من التحدث علناً من قبل قوات المعارضة. حصلت هذه الرواية على دعم من تقرير نشرته صحيفة فرانكفورتر ألغماينه تسايتونغ الألمانية، ولكن اعترضت عليها الكثير من التغطية الإعلامية وتقرير مجلس حقوق الإنسان التابع للأمم المتحدة المنشور في أغسطس 2012.
أفادت القناة الرابعة الإخبارية أن سكان الحولة ذكروا أن الجيش السوري والشبيحة التي تستأجرها الحكومة ارتكبوا المذبحة، وهو نفس إدعاء جماعات المعارضة. وصف سكان البلدة كيف دخل الشبيحة، الذين كان يعتقد أنهم رجال من القرى الشيعية/العلوية إلى الجنوب والغرب من الحولة (تم تسمية القبو وفلة مرارًا وتكرارًا) البلدة بعد عدة ساعات من القصف. وفقا لأحد شهود العيان، فقد كتب القتلة شعارات شيعية على جباههم (الإيمان العلوي هو طائفة شيعية).
أدانت الدول الخمس عشرة لمجلس الأمن الدولي بالإجماع الحكومة السورية لإطلاقها أسلحة ثقيلة على المدنيين. قامت الولايات المتحدة والمملكة المتحدة وأحد عشر دولة أخرى بطرد السفراء والدبلوماسيين السوريين من أراضيهم.
في 1 يونيو، صوت مجلس حقوق الإنسان التابع للأمم المتحدة بأغلبية 41 صوتًا مقابل 6 أصوات لإدانة سوريا للمذبحة التي وقعت في بلدة الحولة، ودعا إلى إجراء تحقيق جنائي دولي في الأحداث؛ وكان من بين الذين صوتوا ضد القرار مندوبون من روسيا والصين وبوليفيا والسودان وكوبا. في وقت لاحق، في 27 يونيو، نشر المجلس تقريرًا عن انتهاكات الحقوق في سوريا، حيث خفف من موقفه السابق بشأن مسؤولية الحكومة السورية في الهجمات. وذكرت فيه أنه «مع الأدلة المتاحة» لم تستطع لجنة التحقيق استبعاد أي من الجناة الثلاثة المحتملين. ومع ذلك، أشار التقرير إلى أن اللجنة «لم يُسمح لها بعد بالوصول إلى البلاد»، والتي «أعاقت التحقيق بشكل كبير، وينبغي النظر إلى استنتاجاتها في ضوء ذلك.»

## الخلفية
الحولة هي منطقة تضم بشكل أساسي ثلاث بلدات تم تسميتها، كما وردت من الشمال إلى الجنوب في تقرير الأمم المتحدة الصادر في يونيو، تلذهب، كفر لاها، وتلدو. ويفيد التقرير بأن عدد سكان البلدات مجتمعة يبلغ أكثر من 100,000 "معظمهم من المسلمين السنة، لكن "تطوقها القرى الشيعية إلى الجنوب الشرقي، والقرى العلوية في الجنوب الغربي والشمال."
كانت الحولة مركز احتجاج منتظم، حتى قبل أن يشكل المنشقون في الجيش الجيش السوري الحر. اتُهم الجيش السوري بمداهمة وقتل المتظاهرين في منطقة الحولة من قبل. لكن بحلول مايو 2012، كان الجيش السوري الحر أو قوات المعارضة المتحالفة تسيطر بشكل عام على المنطقة، وفقًا لكل من المصادر الموالية للحكومة والمناهضة للحكومة. قيل لدر شبيغل خلال فصل الشتاء «وحدة من الجيش السوري الحر احتلت مكان إقامتها (في الحولة) واعتبرها مجزرة منذ ذلك الحين» على الرغم من أن جيش الدولة ما زال يسيطر على «الطرق المؤدية إلى البلدة». أخذ محققو الأمم المتحدة في الواقع تلدو بعين الاعتبار، البلدة الواقعة في أقصى الجنوب في الحولة، ووجدوا أن «قوات المعارضة ربما كانت تسيطر على أجزاء من البلدة، معظمها في الشمال».
وفقًا لمراسل الجزيرة هادي العبد الله، فإن سيطرة الجيش الحر على الحولة هي السبب في أن الجيش السوري لم يتمكن من الدخول في 25 مايو، وكان عليه قصفها من مسافة بعيدة قبل المجزرة. ومع ذلك، أشار تقرير الأمم المتحدة الصادر في يونيو إلى أن «القوات الحكومية موجودة في الحولة» مع «نقاط تفتيش محصنة» تظهر على خريطة مرفقة. هذا يدل فقط على الطرف الجنوبي من تلدو، بين الحولة التي تسيطر عليها المعارضة والقرى العلوية والشيعية. تقع جميع مواقع المذبحة التي تم الإبلاغ عنها، والموضحة أيضًا على تلك الخريطة، في هذه المنطقة المجاورة لتلدو.

## أحداث
في يوم 25 مايو 2012، أظهر نشطاء سوريون شريط فيديو على شبكة الانترنت تظهر فيه جثث أطفال ملطخة بالدماء ومُلقاة في الشوارع، بعضها كان نتيجة لطلق ناري والبعض الآخر قطعت حناجرهم، ويظهر الفيديو أيضًا رجلا يصرخ ويقول: إنهم جميعاً أطفال، أنظروا اليهم يا عرب.، ويظهر فيديو آخر على ما يبدو مقبرة جماعية للضحايا.
ذكر بعض النشطاء السوريين أن عدة عائلات ذُبحت بيد عناصر الأمن السوري على حافة مدينة الحولة، البعض قتل بسبب القصف العنيف بينما تم إعدام الذين اعتقلوا من قبل الأمن السوري واُصيب العشرات في أعمال عنف متعددة. ذكر بعض سكان المدينة أنهم حاولوا الاتصال بالمراقبين الدوليين التابعين للأمم المتحدة ليلة المجزرة ولكنهم رفضوا الحضور.
وفقًا للمرصد السوري لحقوق الإنسان في لندن، ارتُكبت المجزرة على يد الجيش السوري والذين حاولوا اقتحام المدينة بعد أن شهدت عدة احتجاجات مناهضة للنظام السوري، وقال نشطاء سياسيون أن القوات الحكومية السورية والموالين لها استخدموا الأسلحة الثقيلة في ارتكاب المجزرة، وفقًا للمجلس الوطني السوري، قتل أكثر من 110 مدنيين بيد قوات الجيش السوري نصفهم من الأطفال دون العشر سنوات، بعضهم ذُبح وبعضهم قُتل نتيجة للقصف المدفعي المكثف.
ذكرت لجان التنسيق المحلية، وهي شبكة من نشطاء المعارضة قي سوريا، أن الجيش السوري شن هجومًا بقذائف الهاون على المدينة مما تسبب في مقتل عائلات وأُسر بأكملها وذكروا أن الهجوم أوقع 88 قتيلاً. نشطاء اخرون ألقوا باللوم على المواليين للأسد (والشبيحة) لحصارهم للمدينة مما نتج عنهٌ أحداث عنف أوقعت عشرات القتلى والجرحى.
ذكرت وكالة الأنباء السورية (سانا) المملوكة للدولة من مصدر (لم يذكر اسمه) أن مجموعة من الإرهابيين المنتمين لتنظيم القاعدة ارتكبوا مجازر ضد عائلات بأكملها في قريتين في الحولة فضلاً عن أعمال عنف وتخريب واسعة النطاق، أعطى التقرير الصادر عن الوكالة بعض أسماء آباء كل من أسر الضحايا، وقال المصدر نفسه أن الإرهابيين أحرقوا المنازل والمحاصيل في البلدة.
وقال سكان محليون من بلدة الحولة لهيئة الإذاعة البريطانية بي بي سي أن عناصر من جيش النظام السوري هم من أرتكبوا المجازر. وكشف عضو الهيئة العامة للثورة السورية هادي العبدالله أنه اتصل بالمراقبين الدوليين مساء الجمعة لتدارك الوضع فورا فوجدهم نائمين. وتوسل إليهم باكيا أن يهبوا حالا إلى الحولة أو أن يتوسطوا لدى النظام لإيقاف القصف لنصف ساعة فقط، بيد أنهم لم يستجيبوا وقالوا له إن نظام بشار الأسد يمنعهم من التحرك ليلا.

## النتائج
زار مراقبو الأمم المتحدة موقع الحادث في اليوم التالي للمجزرة، وشاهدوا جثث القتلى في المشرحة، وأكدوا على أن ما لا يقل عن 90 مدنيًا قتلوا من ضمنهم 32 طفل على الأقل، ووصف روبرت مود رئيس بعثة الأمم المتحدة في سوريا عمليات القتل بأنها «عشوائية ولا تغتفر» وقال أن مراقبي الأمم المتحدة يمكنهم أن يؤكدوا استخدام الأسلحة الخفيفة والرشاشات والمدافع والدبابات. في اليوم الذي حدثت فيه المجزرة أدان أمين عام الأمم المتحدة بان كي مون الحكومة السورية وقال: «هذا المستوى من الانتهاكات والعنف غير مقبول»، وأدان استخدام الأسلحة الثقيلة ضد المدنيين، وأشار تقرير للأمم المتحدة أن القوات الموالية للرئيس بشار الأسد هي المسؤولة عن هده المجزرة مطالبًا الحكومة السورية بالتوقف فورًا عن استخدام العنف ضد المدنيين.
دعت العديد من البلدان السورية لمسيرات احتجاجًا على عمليات القتل في حق المدنيين، وفي أحد أحياء العاصمة دمشق صورت نساء يحملن أوراق كُتب عليها: «النظام السوري يقتلنا تحت إشراف مراقبيين الأمم المتحدة». وكانت أحياء عدة بمدينة حلب، منها بستان القصر والمشهد والسكري والصاخور وصلاح الدين والخالدية، قد شهدت مظاهرات تضامن مع حمص والحولة ليلة 28 مايو، حيث ردد المتظاهرون هتافات تطالب بإسقاط النظام، كما خرجت مظاهرة ببلدة بزاعة في ريف حلب. وقد خرج المتظاهرون أيضًا في عدة أحياء في دمشق واللاذقية وحماة.
ذكر الجيش السوري الحر أنه لم يعد بإمكانة احترام وقف إطلاق النار إذا لم يتم ضمان سلامة المدنيين، وذكر أن خطة السلام التي وضعها كوفي عنان لم تعد مُجدية مع النظام السوري، وأعربت مجموعة من أفراد الجيش السوري الحر عزمها على الانتقام من القوات الحكومية.
في يوم 27 مايو 2012، اقترحت الولايات المتحدة الأمريكية وفرنسا وبريطانيا وألمانيا في بيان مشترك في الأمم المتحدة تبني قرار يدين الحكومة السورية وبلغة شديدة اللهجة متهما إياها باستخدام قذائف الدبابات والمدفعية ضد المدنيين، ومع ذلك منعت روسيا تبني هذا البيان. ودعت الكويت لعقد اجتماع طارئ للجامعة العربية لمناقشة تطورات الوضع السوري.
في 28 مايو 2012، وفقًا لتقرير أصدرته منظمة مراقبة حقوق الإنسان الذي ينصُ على أن المراقبيين أجروا مُقابلات مع الناجين من المجزرة ونشطاء من المنطقة، وأعترف الجميع أن تلك المجازر أرتكبها مُسلحين موالي للحكومة في الزي العسكري. وحسب قول شهود عيان أنهم كانوا مسلحون إما ينتمون إلى القوات المسلحة أو الشبيحة. وقالت منظمة مراقبة حقوق الإنسان أن 62 من الضحايا كانوا من عائلة عبد الرزاق. كما نفذ في هذا اليوم تجار مدينة دمشق إضرابًا دعت إليه قوى وتيارات المعارضة المُختلفة وقد عم الإضراب عددًا من أحياء مدينة دمشق منها (كفرسوسة، والمجتهد، وقبر عاتكة، وباب سريجة، والحريقة، والميدان، والتضامن، ودف الشوك، والزاهرة، ومخيم فلسطين، ومخيم اليرموك، والإطفائية) ، وقال ناشط من المنطقة «أكثر من 80 في المئة من المتاجر أغلقت في بعض المناطق. أما جنود الجيش والشرطة فنادوا بمكبرات الصوت بأنحاء المدينة القديمة ويأمرون التجار باعادة فتح متاجرهم.» 
في 29 مايو 2012، تظاهر مئات الأشخاص الثلاثاء في ساحة «ينبوع الأبرياء» بباريس استجابة لدعوة أطلقها ناشطون سوريون بمؤازرة من بلدية باريس والفرع الفرنسي لمنظمة العفو الدولية منددين بالمجزرة التي اقترفها النظام السوري ببلدة الحولة بريف حمص، وطالبوا بوقف إمداد نظام الرئيس بشار الأسد بالأسلحة، ورحب المتظاهرون بقرار فرنسا طرد السفيرة السورية بباريس وحمل المتظاهرون أعلام الاستقلال السورية رافعين صورًا لضحايا القمع في البلاد.

## ردود فعل

صحيفة الإندبندنت تناشد الضمير العالمي الإلتفات إلى ما جرى في الحولة.

| ” | لقد أنحى العالم بنظره بعيدا,,, ماذا عنك أنت؟ | “ |

### سورية
- الجيش السوري الحر: أعلن أنه سيوقف التزامه بـ«خطة كوفي أنان» إذا لم يتحرك مجلس الأمن لحماية المدنيين، مشددًا على أن المجلس إن لم يتخذ إجراءات طارئة وعاجلة بهذا الصدد: «فلتذهب خطة أنان إلى الجحيم».
- جماعة الإخوان المسلمين في سوريا: قالت إنها ستعيد كل حساباتها ومواقفها بعد مجزرة الحولة، وحملت المجتمع الدولي وبان كي مون مسؤولية «المجزرة الرهيبة». وأضافت أنها تعتبر أنان والمراقبين الدوليين مشاركين في التغطية على جرائم النظام، لاسترسالهم بالصمت على الانتهاكات والمجازر، وتضليل المجتمع الدولي بالتأكيد على أن لهم دورًا مسكّنًا بينما تُنفّذ المجازر وسط حالة من اللامبالاة.
- رئيس المجلس الوطني السوري المستقيل برهان غليون: التعاطي مع ما يحدث في سوريا سيختلف بعد المجزرة، مشددًا على مسؤولية المجتمع الدولي.[48]
- أدان بعض الآشوريين والأكراد السوريون المجزرة متهمين عصابات النظام بارتكابها ووصفوها أنها جريمة ضد الإنسانية.[49]

### عربية وعالمية
أدت المجزرة إلى موجة طرد لسفراء النظام السوري وتسابقت واشنطن وعدة عواصم كبرى حول العالم إلى طردهم من أراضيها ردا على المجزرة، كما نددت دول غربية وعربية وهيئات خاصة وشخصيات دولية بالمجزرة:
- الأمم المتحدة على لسان أمينها بان كي مون والمبعوث الدولي لسوريا كوفي أنان: «المجزرة انتهاك صارخ للقانون الدولي».
- الولايات المتحدة طردت القائم بالأعمال السوري وأدان المتحدث باسم البيت الأبيض المجزرة وصرح أنها تمثل صورة حقيرة لنظام غير مشروع يرد على الاحتجاجات السياسية السلمية بوحشية لاإنسانية لا توصف، وتدلل على أن الحكومة السورية غير إنسانية وغير شرعية.[50] وقال قائد أركان الجيوش الأمريكية الجنرال مارتن ديمبسي أن المذابح المتزايدة قد تدفع بالولايات المتحدة إلى التدخل عسكريا في سوريا وأن البنتاغون مستعد لذلك.
- الاتحاد الأوروبي ندد بالمجزرة ووصفتها وزيرة الخارجية الأوروبية كاثرين آشتون بالمهولة ودعت المجتمع الدولي لوضع حد لسفك دماء السوريين.
- المملكة المتحدة طردت القائم بالأعمال السوري على خلفية المجزرة. وقالت على لسان وزير خارجيتها وليام هيغ: «نطالب برد دولي قوي، وسنطالب باجتماع عاجل لمجلس الأمن قريبًا».

| ”                         | تنفيذاً لأحكام المادة التاسعة من إتفاقية فيينا للعلاقات الديبلوماسية الصادرة في 18 نيسان / أبريل 1961، أعلنت السلطات الفرنسية أن السيدة لميا شكور، بصفتها سفيرة الجمهورية العربية السورية، وكذلك موظفين إثنين آخرين في السفارة، غير مرغوب بهم على الأراضي الفرنسية. | “ |
| —وزارة الخارجية الفرنسية. | |   |

- فرنسا طردت سفيرة سوريا من البلد إثر مجزرة الحولة وصرحت على لسان وزير خارجيتها لوران فابيوس: «ندين النظام السوري لارتكابه المجزرة، ونعبر عن ضرورة أن يحشد المجتمع الدولي قواه لوقف القتل بحق الشعب السوري». وقال الرئيس الفرنسي فرانسوا أولاند أن الخيار العسكري لم يعد مستبعدا.
- ألمانيا طردت السفير السوري في برلين وقالت على لسان وزير خارجيتها غيدو فيسترفيله: «نطالب بمحاسبة المسؤولين عن الجريمة، ونعبر عن صدمتنا ورعبنا من قتل الأطفال والنساء على يد قوات النظام». كما أبانت أن السلطات السورية فقدت كل رصيدها بعد اقترافها للمجزرة لكنها قالت إنها لا ترى سببا يدعو للحديث عن خيار عسكري في سوريا.[51]
- أستراليا نددت بالمجزرة وقامت بطرد رئيس البعثة السورية جودت علي وأعلنت رغبتها في بحث التدخل العسكري في سوريا.[52]
- نيوزيلندا طردت السفير السوري احتجاجا على المجزرة.
- إسبانيا نددت بالمجزرة واعتبرتها متوحشة ودنيئة وقامت بطرد سفير النظام السوري [53]
- إيطاليا اعتبرت أن التنديدات والتصريحات لم تعد تكفي وحثت مجلس الأمن على إصدار قرار لوقف المجازر وأنها على استعداد لدعم إنشاء ممرات إنسانية لإنهاء المجازر في إطار مسؤولية الحماية. كما قامت بطرد سفير سوريا لديها [54]
- النمسا طردت السفير السوري تنديدا بالمجزرة.
- سويسرا طردت السفير السوري.
- هولندا طردت السفير السوري ودعت إلى رد قوي على المجزرة.
- بلجيكا طردت السفير السوري وصرحت على لسان وزير خارجيتها إنه لا حل في سوريا دون تدخل عسكري.
- بلغاريا طردت السفير السوري ردا على المجزرة.
- بولندا طردت السفير السوري.
- النرويج طردت السفير السوري.
- البرتغال طردت السفير السوري.
- كندا طردت السفير السوري وقال وزير الخارجية الكندي جون بايرد في بيان "إن الكنديين مثل باقي الناس حول العالم، روّعوا بمعرفة تفاصيل مجزرة الحولة في سوريا، وبالرغم من الدعوات المتكررة والمتواصلة للسلام، فقد تواصلت حملة الأسد العنيفة التي تستحق الشجب، من دون انقطاع.
- اليابان طردت السفيرا السوري.
- إسرائيل أدانت بشدة المجازر الحاصلة ودعت المجتمع الدولي إلى العمل فورا لوقف المجازر وقال وزير الدفاع الإسرائيلي إيهود باراك إن طرد سفراء النظام خطوة إيجابية لكنها يشك في ان الرئيس السوري «جفاه النوم» بسبب طرد مبعوثيه.
- الفاتيكان ندد بالمجزرة وصرح أن مقتل حوالي مائة شخص من بينهم العديد من الأطفال، يحزن وبشدة الأب الأقدس والجماعة الكاثوليكية بأسرها والمجتمع الدولي أيضا.
- الكويت استنكرت وأدانت الجريمة البشعة التي ارتكبتها قوات النظام السوري في بلدة «الحولة» والتي راح ضحيتها العشرات من المدنيين والأطفال. ووصفت الجريمة بأنها تمثل انتهاكا صارخا للقانون الدولي ولكافة القيم والمبادئ الإنسانية. ودعا مجلس الأمة إلى تسليح الجيش الحر، كما نادى نواب المجلس لحملة تبرعات للجيش الحر. وحشدت القبائل الكويتية أبنائها لجمع التبرعات لصالح الجيش الحر وبلغت محصلة هذه التبرعات ملايين الدنانير.
- تركيا طردت السفير السوري وأدانت عبر رئيس الوزراء التركي رجب طيب أردوجان جريمة الحولة وقال إنها تعذيب وخسة وصرح «للصبر حدود وأعتقد أن بمشيئة الله سيكون هناك حد لصبر مجلس الأمن أيضا.»
- روسيا حملت المسؤولية عن مجزرة الحولة على عاتق السلطات والمتطرفين في سورية على حد سواء [55]
- الصين أدانت القتل الوحشي في بلدة الحولة.
- مصر على لسان وزير خارجيتها محمد كامل: «إن ما حدث جريمة لا سكوت عنها وانتهاك لكافة الخطوط الحمر، ونطالب بمحاسبة المسؤولين عنها بشكل رادع».
- رئيس بعثة المراقبين الدوليين روبرت مود: «المراقبون الدوليون يدينون بأشد العبارات المأساة الوحشية في الحولة. إن الذين يستخدمون العنف لأجنداتهم الخاصة قد يقودون البلاد إلى حرب أهلية، وسيتسببون بمزيد من عدم الاستقرار وبمزيد من الأحداث غير المتوقعة».
- مجلس التعاون الخليجي أدان بشدة المجزرة واتهم القوات النظامية بارتكابها.
- الإمارات العربية المتحدة دعت عبر وزير خارجيتها عبد الله بن زايد آل نهيان إلى عقد قمة عربية طارئة لبحث تداعيات المجزرة.
- الأردن إدانة كاملة للحدث الجلل ومطالبات رسمية وشعبية بالتدخل السريع لحماية الشعب السوري الشقيق. يأتي هذا بعيد الانتهاء من مناورات الأسد المتأهب بمشاركة 17 جيشا على رأسهم الولايات المتحدة.
- السعودية تستنكر بشدة مجزرة الحولة. وفي ردة فعل شعبية وبمبادرة من الشيخ عبدالعزيز الطريفي شكّل عدد من العلماء والدعاة بالسعودية لجنةً لاستقبال التبرعات النقدية لنصرة الشعب السوري، أطلقوا عليها «لجنة العلماء لنصرة سوريا»، في استجابة لمبادرات عدة طالبت بتحمل العلماء لمسؤوليتهم تجاه ما يحدث للشعب السوري من مذابح على مرأى ومسمع من العالم،[56] وأعلنت اللجنة عن أسماء مندوبيها الذين سيتسلمون التبرعات النقدية في مناطقهم وأرقام جوالاتهم وقاموا بتأسيس صفحة على الفيس بوك [57] خاصة باللجنة وفي الساعات الأولى من بدء الحملة تفاجأ المتبرعون بعدم الرد على اتصالاتهم وإغلاق جوالات مشايخ اللجنة إلى أن أعلن الشيخ محمد العريفي أخذ التعهد عليه بعدم استقبال التبرعات بإمارة الرياض [58] وتبعة بقية أعضاء اللجنة عبر صفحاتهم في تويتر استدعائهم من قبل السلطات وتوقيع التعهد بعدم استقبال التبرعات بعد ذلك أعلنت اللجنة عبر صفحتها في الفيس بوك انتهاء المبادرة بالفشل.[59]
- عُمان ندد مجلس الشورى العماني بالمجزرة ودعا العالم إلى التحرك لوقف المذابح.

### رواية الحكومة السورية وراينر هرمان
ذكرت الحكومة السورية أن المذبحة تتناسب مع نمط الجماعات المسلحة التي تصاعدت هجماتها قبل جلسات مجلس الأمن على سوريا، كما في مذبحة كرم اللوز في 15 آذار/مارس في حمص. وفقًا لرواية الحكومة السورية للمذبحة التي قُدمت إلى الأمم المتحدة في 28 مايو، تجمع مئات المسلحين حول مواقع المذابح، مسلحون بأسلحة ثقيلة بما في ذلك الصواريخ المضادة للدبابات في الساعة 2:00 مساءً يوم 25 أيار/مايو. سردت الرواية كضحايا «العديد من الأسر، بما في ذلك الأطفال والنساء والشيوخ»، سردت أسماء القتلى، وذكر أن الجماعات الإرهابية المسلحة قد أحرقت المحاصيل والمنازل وتخريب المستشفى الوطني في تلدو. خمسة موقف الحكومة. كما هاجمت الميليشيات خمسة مواقع حكومية خارج المنطقة المتأثرة، مما أسفر عن مقتل ثلاثة جنود وجرح 16.
نشر راينر هرمان، مراسل الشرق الأوسط لصحيفة فرانكفورتر ألغماينه تسايتونغ الألمانية، سردًا للأحداث التي بموجبها كانت العناصر المعارضة للحكومة السورية، وليس الحكومة (أو الموالية للحكومة)، مسؤولة عن المجزرة. نقلاً عن مصادر معارضة مجهولة من المنطقة، يخلص هرمان إلى أن ثلاث نقاط تفتيش تابعة للجيش السوري بالقرب من تلدو تعرضت للهجوم مساء يوم 25 مايو من قبل أكثر من 700 مسلح من الرستن وكفر لاها وعقربا، بقيادة عبد الرزاق طلاس ويحيى يوسف. أثناء القتال وبعده، قضت قوات المعارضة وسكان تلدو، بحسب هرمان، على أسرتي السيد وعبد الرزاق «الذين رفضوا الانضمام إلى المعارضة». كما نقلت صحيفة برلينر مورغنبوست مقالاً تشكك فيه في رواية مسؤولية الحكومة السورية، نقلاً عن شاهد عيان مجهول يقول إن ضحايا المذبحة كانوا معارضين للثورة، وأن أي شهادة على عكس ذلك ستؤدي إلى انتقام المعارضة.
تلقى رواية فرانكفورتر ألغماينه تسايتونغ اهتمامًا في الصحافة الدولية، لكنه غير مدعوم بشهادة شهود العيان من مصادر أخرى، بما في ذلك القناة 4 وبي بي سي، ورُفض في الأصل بواسطة تقرير في دير شبيغل استنادا إلى المقابلات التي أجريت مع سكان الحولة. ومع ذلك، عاد الصحفيون من دير شبيجل إلى الحولة في كانون الأول/ديسمبر 2012، وتمكّنوا من تأكيد ارتكاب الشبيحة للمذبحة.
لقد طعن تقرير لجنة التحقيق الدولية المستقلة بشأن الجمهورية العربية السورية، الذي صدر في 15 أغسطس 2012، بالتحديد في الروايات البديلة التي قدمها فرانكفورتر ألغماينه تسايتونغ، مشيرًا إلى أن الصحيفة قد قابلت اثنين من الشهود كما ورد في تقرير الحكومة السورية. في خطاب ألقاه في أيلول/سبتمبر 2012، لم تتهم نافي بيلاي مفوضة الأمم المتحدة السامية لحقوق الإنسان سوريا مباشرة بالمسؤولية، لكنها لاحظت أن القوات الحكومية لعبت دوراً في مذبحة الحولة.